# 10 августа
10 августа — 222-й день года (223-й в високосные годы) по григорианскому календарю.
До конца года остаётся 143 дня.
До 15 октября 1582 года — 10 августа по юлианскому календарю, с 15 октября 1582 года — 10 августа по григорианскому календарю.
В XX и XXI веках соответствует 28 июля по юлианскому календарю.

## Праздники и памятные дни
См. также: Категория:Праздники 10 августа

### Национальные
- Эквадор — День Независимости
- Аргентина — День ВВС[2]
- Казахстан — День Абая[каз.]

### Религиозные

#### Католицизм
- День памяти Святого Лаврентия.

#### Православие[3][4]
- Празднование в честь Смоленской иконы Божией Матери, именуемой «Одигитрия»;
- память апостолов от семидесяти Прохора, Никанора, Тимона и Пармена диаконов (I в.);
- память святителя Питирима, епископа Тамбовского (1698);
- Собор Тамбовских святых;
- память преподобного Моисея, чудотворца Печерского, в Дальних пещерах (XIII—XIV);
- память мучеников Иулиана (II в.)[5], Евстафия (ок. 316)[6] и Акакия (ок. 321)[7];
- память преподобного Павла Ксиропотамского (820);
- память священномученика Николая Пономарёва, диакона (1918);
- память преподобномученика Василия (Эрекаева), иеромонаха, преподобномучениц Анастасии (Камаевой) и Елены (Асташикиной), монахинь, мучеников Арефия Ерёмкина, Иоанна Ломакина, Иоанна Сельманова, Иоанна Милёшкина и мученицы Мавры Моисеевой (1937);
- празднования в честь икон Божией Матери:

- - «Одигитрия» Югская (1615);
  - «Одигитрия» Выдропусская (XV в.);
  - «Одигитрия» Костромская (1672);
  - «Одигитрия» Седмиезерная (XVII в.);
  - Гребневская (1380);
  - «Одигитрия» Супрасльская (XVI в.);
  - «Одигитрия» Смоленская Игрицкая (Песоченская) (1624);
  - «Одигитрия» Шуйская (1654–1655);
  - «Одигитрия» Устюженская (1290);
  - «Одигитрия» Сергиевская (в Лавре) (1730);
  - «Одигитрия» Христофоровская (XVI в.);
  - «Умиление» Серафимо-Дивеевская (1885);
  - «Одигитрия» Воронинская (1524);

### Именины

#### Православные
Дата по новому стилю:
Мужские
- Акакий — мученик Акакий
- Арефа — мученик Арефа (Еремкин).
- Василий — священномученик Василий (Эрекаев).
- Доримедонт.
- Евстафий — мученик Евстафий Анкирский.
- Евфимий — мученик Евфимий.
- Иоанн (Иван):
  - Иоанн (Ломакин).
  - Иоанн (Милёшкин).
  - мученик Иоанн (Сельманов).
- Иулиан — мученик Иулиан Далматский, Атинский.
- Моисей — чудотворец Моисей Печерский.
- Никанор — священномученик Никанор, апостол от 70-ти.
- Николай — священномученик Николай (Пономарёв).
- Павел — преподобный Павел Ксиропотамский.
- Пармен — Пармен, апостол от 70-ти.
- Питирим — святитель Питирим, епископ Тамбовский.
- Прохор — священномученик Прохор, апостол от 70-ти.
- Сергий (Сергей) — священномученик Сергий (Лавров).
- Тимон — священномученик Тимон, апостол от 70-ти.

Женские
- Анастасия — преподобномученица Анастасия (Камаева).
- Антонина — мученица Антонина.
- Дросида — мученица Дросида.
- Елена — преподобномученица Елена (Асташикина).
- Ирина — преподобная Ирина Капподокийская.
- Мавра — мученица Мавра (Моисеева).

## События
См. также: Категория:События 10 августа

### До XIX века
- 586 до н. э. — Вавилонский царь Навуходоносор II разрушил Иерусалим и сжёг Первый Храм, построенный Соломоном в IX веке до н. э. Начало Вавилонского пленения.
- 258 — Святой Лаврентий сожжён в Риме на медленном огне.
- 843 — Верденским договором империя Карла Великого поделена между его тремя внуками.
- 955 — в битве на реке Лех германский король Оттон I Великий разгромил венгров.
- 1498 — английский король выдал исследователю Джону Каботу награду в 10 фунтов за открытие Канады.
- 1500 — португальский мореплаватель Диогу Диаш, потерявший во время бури направлявшуюся в Индию флотилию Кабрала, открыл остров Мадагаскар.
- 1512 — в ходе Войны Камбрейской лиги между французским и английским флотами произошло сражение при Сен-Матье.
- 1535 — исследователь Жак Картье назвал исследуемые им реку и залив в Канаде именем Святого Лаврентия.
- 1539 — король Франции Франциск I ввёл в стране государственный язык: он приказал составлять все официальные документы не на латыни, а на французском языке.
- 1557 — итальянская война (1551—1559): произошла Битва при Сен-Кантене, в которой испанская армия под командованием Эммануила Филиберта Савойского одержала решительную победу над французскими войсками.
- 1583 — Ливонская война: Плюсское перемирие.
- 1628 — в Стокгольме во время своего первого плавания опрокинулся и затонул корабль «Ваза».
- 1678 — королевство Франция и Республика Объединённых провинций подписали первый из мирных договоров в Неймегене, завершивших длившуюся более шести лет Голландскую войну.
- 1755 — началась первая волна депортации франко-акадцев — массового выселения британскими властями жителей Акадии, ныне называемой Новая Шотландия, повлекшая гибель тысяч беженцев и существенно изменившая этноязыковую картину Атлантической Канады.
- 1792 — Великая французская революция: восстание 10 августа — штурм дворца Тюильри, отстранение от власти и арест Людовика XVI.

### XIX век
- 1809 — Эквадор объявил о независимости от Испании. Реально независимость была достигнута только в 1822 году.
- 1821 — Миссури стал 24-м штатом США.
- 1833 — основан Чикаго. Тогда это был не город, а деревушка под названием Уинди-Сити с населением менее двухсот человек.
- 1846 — на деньги, завещанные английским химиком и минералогом Джеймсом Смитсоном (James Smithson), открыто первое научно-исследовательское учреждение США — Смитсоновский институт. Решение об этом было принято Конгрессом ещё в 1838 году, но все эти годы шли дебаты о необходимости такого заведения для Америки.
- 1876 — в Онтарио (Канада) совершён первый в мире междугородный телефонный звонок (расстояние между городами было 13 км).
- 1897 — немецкий химик Феликс Хоффманн синтезировал химически чистую ацетилсалициловую кислоту, пригодную для использования в медицине.

### XX век
- 1905 — во французском городе Булонь-сюр-Мер прошёл первый международный конгресс эсперантистов, в котором приняли участие 688 человек.
- 1911 — принятый в Великобритании акт о парламенте лишил палату лордов права абсолютного вето.
- 1913 — подписанием Бухарестского мирного договора завершена Вторая балканская война между Румынией, Сербией, Черногорией, Грецией и Болгарией.
- 1917 — В. И. Ленин прибывает в Финляндию после побега на паровозе.
- 1949 — первый полёт второго в мире и первого в Северной Америке реактивного пассажирского самолёта Авро Канада Джетлайнер, через 13 дней после первого в мире полёта реактивного авиалайнера Де Хевилленд Комет.
- 1950 — премьера фильма «Бульвар Сансет» с Глорией Свенсон и Уильямом Холденом в главных ролях[9].
- 1962 — открыл свои двери Вильнюсский планетарий.
- 1979 — в Новороссийске открылась постоянно действующая выставка «Цементная промышленность СССР» (ныне — музей «Цементная промышленность» ОАО «Новоросцемент»).
- 1985
  - Радиационная авария в бухте Чажма.
  - Майкл Джексон за 47,5 миллиона долларов купил все права на песни The Beatles.
- 1986 — впервые гран-при чемпионата мира Формулы-1 состоялся в социалистическом государстве.

### XXI век
- 2004 — телескоп Хаббл обнаружил галактику NGC3949, похожую на Млечный путь, и лишился одного из видеосенсоров.
- 2009 — в результате взрыва на шахте[англ.] в словацком городе Гандлова погибло 20 человек: 11 горноспасателей и 9 шахтёров.
- 2014 — ВС Украины попытались освободить Иловайск. Обе стороны понесли огромные потери.
- 2021 — аргентинский футболист Лионель Месси после 21 года в «Барселоне» перешёл в «Пари Сен-Жермен».

## Родились
См. также: Категория:Родившиеся 10 августа

### До XVIII века
- 787 — Альбумасар (ум. 886), персидский математик, астроном и астролог.
- 1267 — Хайме II (ум. 1327), король Арагона (1291—1327) и король Сицилии (1285—1291).
- 1397 — Альберт II (ум. 1439), император Священной Римской империи (1438—1439).
- 1697 — князь Александр Куракин (ум. 1749), российский государственный деятель, дипломат, сенатор.

### XVIII век
- 1702 — Степан Апраксин (ум. 1758), русский фельдмаршал, главнокомандующий русской армией на начальном этапе Семилетней войны (1756—1757).
- 1709 — Иоганн Георг Гмелин (ум. 1755), немецкий естествоиспытатель на русской службе, врач, ботаник, этнограф, путешественник.
- 1729 — Уильям Хоу (ум. 1814), английский генерал, завоеватель Квебека, командующий британскими войсками в войне против Североамериканских колоний.
- 1737 — Антон Лосенко (ум. 1773), русский художник, основоположник русской исторической живописи.
- 1758 — Арман Жансонне (ум. 1793), французский политический деятель.
- 1780 — Фёдор Гааз (ум. 1853), московский врач немецкого происхождения, филантроп, известный как «святой доктор»[10].
- 1782 — Висенте Герреро (убит в 1831), лидер повстанцев в войне за независимость Мексики.

### XIX век
- 1810 — Камилло Кавур (ум. 1861), граф, первый глава итальянского правительства (1861), премьер-министр Сардинского королевства (1852—1861).
- 1814 — Анри Нестле (ум. 1890), немецко-швейцарский фармацевт, предприниматель, основатель компании «Nestle».
- 1830 — Окубо Тосимити (ум. 1878), японский политик.
- 1839 — Александр Столетов (ум. 1896), русский физик.
- 1845 — Абай Кунанбаев (ум. 1904), казахский поэт-просветитель, основоположник казахской классической литературы.
- 1859 — Иван Мещерский (ум. 1935), русский советский учёный-механик.
- 1860 — Сергей Сазонов (ум. 1927), российский государственный деятель, министр иностранных дел (1910—1916), активный участник Белого движения.
- 1865 — Александр Глазунов (ум. 1936), русский советский композитор, дирижёр, педагог, народный артист Республики.
- 1868 — Хуго Эккенер (ум. 1954), немецкий воздухоплаватель.
- 1874
  - Герберт Гувер (ум. 1964), 31-й президент США (1929—1933).
  - Антанас Сметона (ум. 1944), президент Литвы (1919—1920 и 1926—1940).
- 1877 — Фрэнк Джеймс Маршалл (ум. 1944), американский шахматист, шахматный теоретик.
- 1878 — Альфред Дёблин (ум. 1957), немецкий писатель.
- 1879 — Александр Дранков (ум. 1949), русский кинопродюсер, оператор, режиссёр и фотограф, один из пионеров российского кинематографа.
- 1890 — Серафима Бирман (ум. 1976), актриса театра и кино, театральный режиссёр, педагог, народная артистка РСФСР.
- 1896 — Милена Есенская (ум. 1944), чешская журналистка, писательница, переводчица, возлюбленная Франца Кафки.
- 1900 — Андрей Лобанов (ум. 1959), театральный режиссёр и педагог, народный артист РСФСР.

### XX век
- 1901 — Николай Хмелёв (ум. 1945), актёр театра и кино, театральный режиссёр, педагог, народный артист СССР.
- 1902
  - Арне Тиселиус (ум. 1971), шведский биохимик, лауреат Нобелевской премии (1948).
  - Норма Ширер (ум. 1983), канадо-американская актриса, обладательница премии «Оскар».
- 1905 — Кларенс Джон Лафлин (ум. 1985), крупнейший американский фотохудожник-сюрреалист.
- 1906 — Вадим Синявский (ум. 1972), советский спортивный журналист, радиокомментатор.
- 1909 — Лео Фендер (ум. 1991), американский изобретатель, гитарный мастер.
- 1912 — Жоржи Амаду (ум. 2001), бразильский писатель, журналист, политик, общественный деятель.
- 1913 — Вольфганг Пауль (ум. 1993), немецкий физик, лауреат Нобелевской премии (1989).
- 1919 — Саша Верни (ум. 2001), французский кинооператор.
- 1924 — Жан-Франсуа Лиотар (ум. 1998), французский философ, теоретик литературы.
- 1926 — Николай Мокров (ум. 1996), советский и российский живописец, заслуженный художник РФ.
- 1928 — Эдди Фишер (ум. 2010), американский эстрадный певец и актёр.
- 1929 — Олег Стриженов (ум. 2025), актёр театра и кино, народный артист СССР.
- 1932 — Мюррей Мелвин (ум. 2023), английский актёр.
- 1935 — Гия Канчели (ум. 2019), грузинский советский композитор, педагог, народный артист СССР.
- 1937
  - Андрей Биба, советский и украинский футболист и тренер, заслуженный мастер спорта СССР.
  - Анатолий Собчак (ум. 2000), советский, российский учёный-правовед, политик, первый мэр Санкт-Петербурга (1991—1996).
- 1940
  - Вениамин Смехов, советский и российский актёр театра и кино, режиссёр, сценарист, литератор.
  - Бобби Хатфилд[англ.] (ум. 2003), американский певец, участник вокального дуэта «The Righteous Brothers».
- 1945 — Александр Адабашьян, советский и российский кинодраматург, актёр, художник, кинорежиссёр, сценарист.
- 1947 — Иэн Андерсон, музыкант, автор песен, лидер британской группы «Jethro Tull».
- 1948 — Андрей Волков, советский и российский художник, член-корреспондент Российской АХ.
- 1950 — Алексей Брунов, российский бард, исполнитель песен.
- 1956 — Сергей Сухорученков, советский велогонщик, олимпийский чемпион (1980).
- 1957 — Андрей Краско (ум. 2006), советский и российский актёр театра и кино.
- 1959 — Розанна Аркетт, американская актриса.
- 1960
  - Антонио Бандерас, испанский и американский актёр, кинорежиссёр, продюсер и певец.
  - Мамука Кикалейшвили (ум. 2000), советский и грузинский актёр театра и кино.
- 1961 — Джон Фаррисс[англ.], барабанщик австралийской рок-группы INXS, автор песен, продюсер.
- 1969 — Павел Яцына, советский и российский панк-рок-музыкант, основатель, лидер и вокалист группы «Красная плесень».
- 1971
  - Лука Гуаданьино, итальянский кинорежиссёр, сценарист и продюсер.
  - Рой Кин, ирландский футболист и тренер.
  - Марио Кинделан, кубинский боксёр-любитель, двукратный олимпийский чемпион (2000, 2004).
  - Джастин Теру, американский актёр, сценарист, продюсер.
- 1973 — Хавьер Санетти, аргентинский футболист, победитель Лиги чемпионов, член списка ФИФА 100.
- 1974 — Юлия Курочкина, победительница конкурса «Мисс Мира» (1992).
- 1982 — Шон Мерфи, английский игрок в снукер, чемпион мира.
- 1997 — Кайли Дженнер, американская модель, бизнесвумен, участница телешоу «Семейство Кардашьян».
- 1999
  - Фрида Карлссон, шведская лыжница, чемпионка мира.
  - Джа Морант, американский баскетболист.

### XXI век
- 2005 — Рамешбабу Прагнанандха, индийский шахматный вундеркинд, гроссмейстер.

## Скончались
См. также: Категория:Умершие 10 августа

### До XIX века
- 1284 — Текудер (р. ок 1247) Третий ильхан государства хулагуидов[2]
- 1525 — Давид Гирландайо (р. 1452), флорентийский художник, мозаист.
- 1745 — Григорий Чернышёв (р. 1672), русский военачальник и государственный деятель, сподвижник Петра I.
- 1784 — Аллан Рэмзи (р. 1713), шотландский художник-портретист.

### XIX век
- 1807 — Михаил Муравьёв (р. 1757), поэт и просветитель, сенатор, родоначальник жанра лёгкой поэзии в России.
- 1843 — Якоб Фридрих Фриз (р. 1773), немецкий философ-идеалист, физик и математик.
- 1862 — Хонъимбо Сюсаку (р. 1829), японский профессиональный игрок в го.
- 1888 — Георг Вебер (р. 1808), немецкий историк и филолог.
- 1896 — разбился Отто Лилиенталь (р. 1848), немецкий инженер, один из пионеров авиации, объяснивший причины парения птиц.

### XX век
- 1907 — Марко Вовчок (р. 1833), украинская поэтесса и писательница, переводчик.
- 1913 — Йоханнес Линнанкоски (р. 1869), финский писатель.
- 1915 — погиб Генри Мозли (р. 1887), английский физик, один из основоположников рентгеновской спектроскопии.
- 1923 — Хоакин Соролья (р. 1863), испанский живописец-импрессионист.
- 1945 — Роберт Годдард (р. 1882), американский учёный, один из пионеров современной ракетной техники.
- 1946 — Леон Гомон (р. 1864), основатель французской кинокомпании Gaumont — первой в мире киностудии.
- 1949 — Эдуард Ли Торндайк (р. 1874), американский психолог.
- 1970 — Николай Эрдман (р. 1900), советский драматург, поэт и киносценарист.
- 1988 — Платон Воронько (р. 1913), украинский советский поэт.
- 1990 — Александр Величанский (р. 1940), русский поэт и переводчик.
- 1993 — Владимир Веклич (р. 1938), советский и украинский учёный-инженер, изобретатель троллейбусного поезда.
- 1994 — Владимир Меланьин (р. 1933), советский биатлонист, олимпийский чемпион (1964), трёхкратный чемпион мира (1959, 1962, 1963).
- 1999 — Эрнешту Аугушту Мелу Антуниш (р. 1933), португальский политический и военный деятель, один из лидеров Революции гвоздик.

### XXI век
- 2001 — Станислав Ростоцкий (р. 1922), советский кинорежиссёр.
- 2006 — Степан Олексенко (р. 1941), актёр театра и кино, народный артист СССР.
- 2010 — Пётр Демичев (р. 1918), советский государственный и партийный деятель.
- 2024 — Галина Зыбина (р. 1931), советская легкоатлетка, заслуженный мастер спорта СССР (1952). Олимпийская чемпионка (1952).

## Приметы
- Прохоры и Пармены — не затевай мены[11].